# Всё, что нам кажется светом
«Всё, что нам кажется светом» (англ. All We Imagine as Light) — художественный фильм индийского режиссёра Паял Кападиа с Кани Кусрути, Дивьей Прабхой и Чхаей Кадам в главных ролях. Премьера фильма состоялась в мае 2024 года на Каннском кинофестивале, где он получил Гран-при. Картину высоко оценили критики.

## Сюжет
Центральные персонажи фильма — две индианки, работающие медсёстрами в больнице в Мумбаи. Прабха — строгая и серьёзная, она тоскует по своему мужу, который живёт в Германии и виделся с ней лишь на свадьбе, устроенной по договорённости, но не звонит ей уже больше года; Ану — более молодая и компанейская, тайно встречается с мусульманином Шиазом, что осуждают её коллеги. Ану и Шиаз с трудом находят уединённые места для встреч. Однажды Прабхе приходит посылка с современной рисоваркой от безымянного отправителя. Ану обнаруживает на ней надпись Made in Germany. В это же время Прабха отвергает ухаживания доктора Маноджа, говоря, что замужем, хотя он не видит в этом препятствия.
Прабха пытается помочь поварихе Парвати сохранить своё жильё в трущобах, которое собираются снести хищные застройщики. Парвати не может найти никаких документов, подтверждающих, что она жила там 22 года, и решает уволиться и вернуться в свою родную деревню близ Ратнагири. Прабха и Ану помогают ей довезти вещи.
Шиаз, договорившийся с Ану, тайно следует за ними. Наконец найдя безлюдное место, они целуются (это обнаруживает Прабха), а затем занимаются сексом. В это время жители деревни вытаскивают на берег запутавшегося в сетях мужчину, и Прабха спасает его, делая искусственное дыхание. Ожидая доктора в приёмной, Прабха моет мужчину и очищает его раны от песка. Они начинают разговаривать, и мужчина превращается в её мужа; он просит у неё прощения и предлагает ей уехать к нему, чтобы начать всё заново, но Прабха говорит ему, что не желает его видеть.
Ночью Прабха и Парвати идут в прибрежное кафе. Увидев Ану, Прабха ласково приглашает её привести своего бойфренда, к удивлению последней. Ану идёт за Шиазом, и все четверо весело болтают под светом гирлянд кафе.

## В ролях
- Кани Кусрути[англ.] — Прабха
- Дивья Прабха[англ.] — Ану
- Чхая Кадам[англ.] — Парвати[3]
- Хриду Харун[англ.] — Шиаз
- Азиз Недумангад[англ.] — доктор Манодж
- Ананд Сами[англ.] — спасённый утопленник

## Создание и оценки
Продюсерами проекта стали Томас Хаким и Джулиан Графф через их французскую компанию Petit Chaos, а также Ранабир Дас, индийские компании Chalk & Cheese и Dojo Films, французская Arte France Cinéma, люксембургская Les Films Fauves, нидерландская BALDR Film и итальянская Pulpa Films.
Фильм стал полнометражным дебютом режиссёра Паялы Кападиа, до этого снимавшей только документальные и короткометражные ленты. Премьера состоялась в мае 2024 года на Каннском кинофестивале, в рамках основной программы. Это первое участие индийского фильма в основном конкурсе Канн после 1994 года, когда на фестивале была показана картина «Мой собственный».
Картина получила Гран-при Каннского фестиваля. По словам обозревателя «ПрофиСинема», Паял Кападиа «сумела очаровать своим фильмом и прессу, и зрителей». Питер Брэдшоу из The Guardian и Николас Барбер из Би-би-си оценили картину на пять звёзд из пяти. На сайте-агрегаторе рецензий Rotten Tomatoes её рейтинг составил 100 %, средняя оценка — 9/10. На сайте Metacritic средняя оценка составила 93 из 100, что указывает на «всеобщее признание».